# Fabien Onteniente
Pour les articles homonymes, voir Onteniente (homonymie).
 (juin 2023).
Si vous disposez d'ouvrages ou d'articles de référence ou si vous connaissez des sites web de qualité traitant du thème abordé ici, merci de compléter l'article en donnant les références utiles à sa vérifiabilité et en les liant à la section « Notes et références ».
Fabien Onteniente est un réalisateur et scénariste français, né le 27 avril 1958 à Paris,.

## Biographie

### Jeunesse
Fabien Onteniente est né le 27 avril 1958 à Paris. Il a grandi à Villiers-sur-Marne, en région parisienne. Il est le fils d'un comptable.

### Débuts
Il commence sa carrière dans le cinéma en tant que scénariste.
En 1992, il réalise son premier long métrage, À la vitesse d'un cheval au galop, produit par Smaïn et Jean-Marc Longval. L’année suivante, il met en scène Tom est tout seul, avec Florent Pagny et Jean Rochefort.

### Années 1990
Au milieu des années 1990, il entame une collaboration avec Bruno Solo. Ensemble, ils écrivent deux comédies : Grève party (1997), centrée sur des commerçants en grève dans un quartier parisien et Jet Set (1999), avec Samuel Le Bihan, une satire du milieu de la Jet Set.

### Années 2000
En 2002, dans le contexte de la victoire française à la coupe du monde de football en 1998, Fabien Onteniente réalise la comédie Trois zéros, qui aborde de manière satirique le monde du football professionnel.
En 2004, il réalise People, présenté comme une suite de Jet Set, avec José Garcia et Rupert Everett.
En 2006, il développe un projet de film politique intitulé Le Candidat, centré sur un énarque inexpérimenté qui se lance en campagne. Le projet est finalement abandonné, notamment en raison de désaccords autour de l'implication croissante de Bernard Tapie, pressenti pour y jouer un rôle, ce qui menaçait l'équilibre initial du film. La même année, il réalise Camping, avec Franck Dubosc dans le rôle principal. Le film dépasse les cinq millions d'entrées en France, et demeure le plus gros succès de sa carrière.
En 2008, il retrouve Franck Dubosc pour Disco, sorti le 2 avril 2008, qui réunit plus de deux millions de spectateurs. Participant alors régulièrement à l'émission de radio DKP sur RMC, il confie un rôle secondaire au journaliste Guy Kédia en la personne de Gloria Kédia dans le film. La même année, il fonde la société de production « Joinville Productions », basée à Joinville-le-Pont (Val-de-Marne), dont il devient le gérant.
En 2009, il retrouve à nouveau Franck Dubosc pour Camping 2, qui attire près de quatre millions de spectateurs en salle.
En 2013, il réalise la comédie Turf, centrée sur l'univers des courses hippiques. Le film réunit notamment Alain Chabat, Édouard Baer et Gérard Depardieu en têtes d'affiche. Sa carrière en salles est brève, avec une exploitation limitée à quelques semaines.
En 2016, il poursuit sa collaboration avec Franck Dubosc en réalisant le troisième volet de la série Camping, Camping 3.
En 2019, il signe la comédie All Inclusive, avec Franck Dubosc, François-Xavier Demaison, Josiane Balasko et Thierry Lhermitte.

### Années 2020
En 2024, il réalise Quatre Zéros, suite du film Trois Zéros sorti en 2002. Le film réunit notamment Gérard Lanvin, Didier Bourdon et Isabelle Nanty.
La même année, il évoque dans les médias un projet d'adaptation de l'album Astérix en Corse. Il cite Didier Bourdon et Philippe Lacheau comme acteurs pressentis pour incarner respectivement Obélix et Astérix.

### Vie privée
En 1987, Fabien Onteniente épouse l'actrice Souad Amidou. De cette union naît un fils, Enzo. Le couple divorce en mars 1991.
En décembre 2002, il se remarie avec la journaliste Elsa Wolinski, fille du dessinateur Georges Wolinski.
En 2018, il épouse la journaliste Nathalie Dupuis lors d'une cérémonie privée, en présence notamment de Jean-Jacques Debout, Pascal Praud et Didier Bourdon.
Il a également une aventure amoureuse avec Mathilde Seigner.

### Prises de position
Après l’élimination de la France à la Coupe du monde de football 2022, Fabien Onteniente apparaît sur le plateau de BFM TV pour commenter la cérémonie de clôture de la compétition au Qatar : il y déclare qu'il « a du mal avec la tunique que les Qatariens ont fait porter à Lionel Messi » et ajoute que le défilé lui évoque ceux de la Corée du Nord[réf. nécessaire].

## Filmographie

### Cinéma

#### Longs métrages
- 1992 : À la vitesse d'un cheval au galop
- 1995 : Tom est tout seul
- 1998 : Grève party
- 2000 : Jet Set
- 2002 : Trois Zéros
- 2004 : People
- 2006 : Camping
- 2008 : Disco
- 2010 : Camping 2
- 2013 : Turf
- 2016 : Camping 3
- 2019 : All Inclusive
- 2024 : Quatre Zéros

#### Courts métrages
- 1984 : Le Perroquet des îles
- 1989 : Bobby et l'aspirateur

### Télévision

#### Téléfilms
- 1996 : Le Tuteur
- 2001 : Tel épris
- 2014 : La Dernière Échappée
- 2021 : 100 % bio
- 2022 : Les Enfants des justes

#### Série télévisée
- 1988 : La Valise en carton : Armando (feuilleton)

## Box office
| # | Film        | Année | France (entrées) |
| - | ----------- | ----- | ---------------- |
| 1 | Camping     | 2006  | 5 491 412        |
| 2 | Camping 2   | 2010  | 3 978 284        |
| 3 | Camping 3   | 2016  | 3 188 373        |
| 4 | Disco       | 2008  | 2 435 015        |
| 5 | Jet Set     | 2000  | 1 912 895        |
| 6 | Trois zéros | 2002  | 1 271 238        |